# Pisaura orientalis
Espèce
Synonymes
- Pisaura mirabilis orientalis Kulczyński, 1913

Pisaura orientalis est une espèce d'araignées aranéomorphes de la famille des Pisauridae.

## Distribution
Cette espèce se rencontre dans le bassin méditerranéen.

## Publication originale
- Kulczyński, 1913 : Arachnoidea. Faune du district de Walouyki du gouvernement de Woronège (Russie), Cracovie, vol. 10, p. 1-30.